# Mensageiros da Paz
Grêmio Recreativo Escola de Samba Mensageiros da Paz de Guapimirim (ou simplesmente Mensageiros da Paz) é uma escola de samba da cidade fluminense de Guapimirim, sediada no bairro Parada Modelo, que participa do carnaval da cidade do Rio de Janeiro.
Foi por diversas vezes campeã do Carnaval de Guapimirim. Em 2018, fez sua estreia desfilando no Grupo E, a sexta divisão do carnaval carioca.

## História
A agremiação é tradicional no desfile de escolas de samba no município de Guapimirim. Foi campeã pela primeira vez em 2010 e vice-campeã em 2011, quando abordando a evolução humana como tema de seu desfile, foi a penúltima entre seis escolas do grupo A a se apresentar, sendo muito aplaudida. Voltou a ser vice-campeã em 2012.
Voltou a vencer em 2014 e 2015. Em 2017, se inscreveu para o desfile do Grupo E do Carnaval da capital, sendo que foi a nona escola a desfilar na Intendente Magalhães no sábado pós-Carnaval, pois a União de Vaz Lobo não desfilou.

## Segmentos

### Presidentes
| Nome                 | Mandato        | Ref.  |
| -------------------- | -------------- | ----- |
| José Miguel da Silva | ? - Atualidade | [ 2 ] |

## Carnavais
| Ano | Colocação | Grupo | Enredo | Carnavalesco | Ref.        |
| --- | --- | --- | --- | --- | ----------- |
| 2010 | Campeã | Grupo A de Guapimirim                                                                                                 | | Paulo Pontes Schimidt                                                                                                 | [ 4 ] [ 3 ] |
| 2011 | Vice-Campeã | Grupo A de Guapimirim                                                                                                 | | Paulo Pontes Schimidt                                                                                                 | [ 4 ]       |
| 2012 | Vice-Campeã | Grupo A de Guapimirim                                                                                                 | | Paulo Pontes Schimidt                                                                                                 | [ 3 ]       |
| 2013 | Não Desfilou | | | |             |
| 2014 | Campeã | Grupo A de Guapimirim                                                                                                 | | Alex Tavares | [ 5 ] [ 3 ] |
| 2015 | Campeã | Grupo A de Guapimirim                                                                                                 | | Alex Tavares | [ 5 ] [ 3 ] |
| Não desfilou em 2016 e 2017                                                                                           | | | | |             |
| 2018 | 8° Lugar | Série E | Com a benção do meu Padim Padre Cícero a Mensageiros da Paz vem exaltar a brava nação nordestina                      | Paulo Pontes Schimidt e Alex Tavares                                                                                  | [ 3 ]       |
| Não desfilou em 2019 e 2020                                                                                           | | | | |             |
| Inicialmente adiados para o mês de julho, os desfiles do Carnaval 2021 foram cancelados devido a pandemia de Covid-19 | Inicialmente adiados para o mês de julho, os desfiles do Carnaval 2021 foram cancelados devido a pandemia de Covid-19 | Inicialmente adiados para o mês de julho, os desfiles do Carnaval 2021 foram cancelados devido a pandemia de Covid-19 | Inicialmente adiados para o mês de julho, os desfiles do Carnaval 2021 foram cancelados devido a pandemia de Covid-19 | Inicialmente adiados para o mês de julho, os desfiles do Carnaval 2021 foram cancelados devido a pandemia de Covid-19 | [ 6 ]       |
| 2022 | Não Desfilou | LIVRES | | | [ 7 ]       |
| 2023 | 6º Lugar | LIVRES (Grupo B) | Aguapé Ymirim - Contos e Resistência de um Povo                                                                       | Felippe Fabrine | [ 8 ]       |